# Odnoklassniki
Odnoklassniki.ru (Одноклассники OK.ru) je internetový komunitní server firmy Mail.Ru sdružující současné a bývalé spolužáky ze škol v rámci států bývalého Sovětského svazu, počínaje od základních až po vysoké. Služba je členěna dle jednotlivých tříd jednotlivých škol a uživatelům tak umožňuje nepřetržitý kontakt a výměnu informací mezi svými spolužáky.

## Princip hledání spolužáků
Školy jsou tříděny podle měst a jejich částí kde se nachází. Zde může uživatel najít svou školu a následně třídu, popřípadě svou třídu založit, pokud zde doposud není.
Další možností je využití rozšířeného vyhledávání podle jmen spolužáků, kde je možné zadat jméno spolužáka, okres a rok ukončení školy.
Po nalezení své třídy do ní může uživatel vstoupit buď na základě kontrolní otázky (např. jméno třídní učitelky, či podobně) nebo žádostí o vstup do třídy zaslanou správci třídy.

## Funkce
- Stránka třídy – obsahuje výpis spolužáků a náhled nástěnky
- Spolužáci – kompletní výpis spolužáku s kontakty a jejich fotografiemi
- Učitelé – kompletní výpis učitelů třídy s kontakty a jejich fotografiemi
- Nástěnka – místo, kde může každý spolužák zanechat krátký vzkaz, který je na nástěnku "připnut"
- Fotogalerie – jednoduchá fotogalerie členěná do složek
- Videogalerie – jednoduchá videogalerie
- Dokumenty' – možnost sdílení dokumentů se spolužáky
- Diskuse třídy – diskuse členěná do vláken
- Diskuse školy – diskuse celé školy pod kterou třída spadá